# Filialkirche St. Anton am Flugfeld

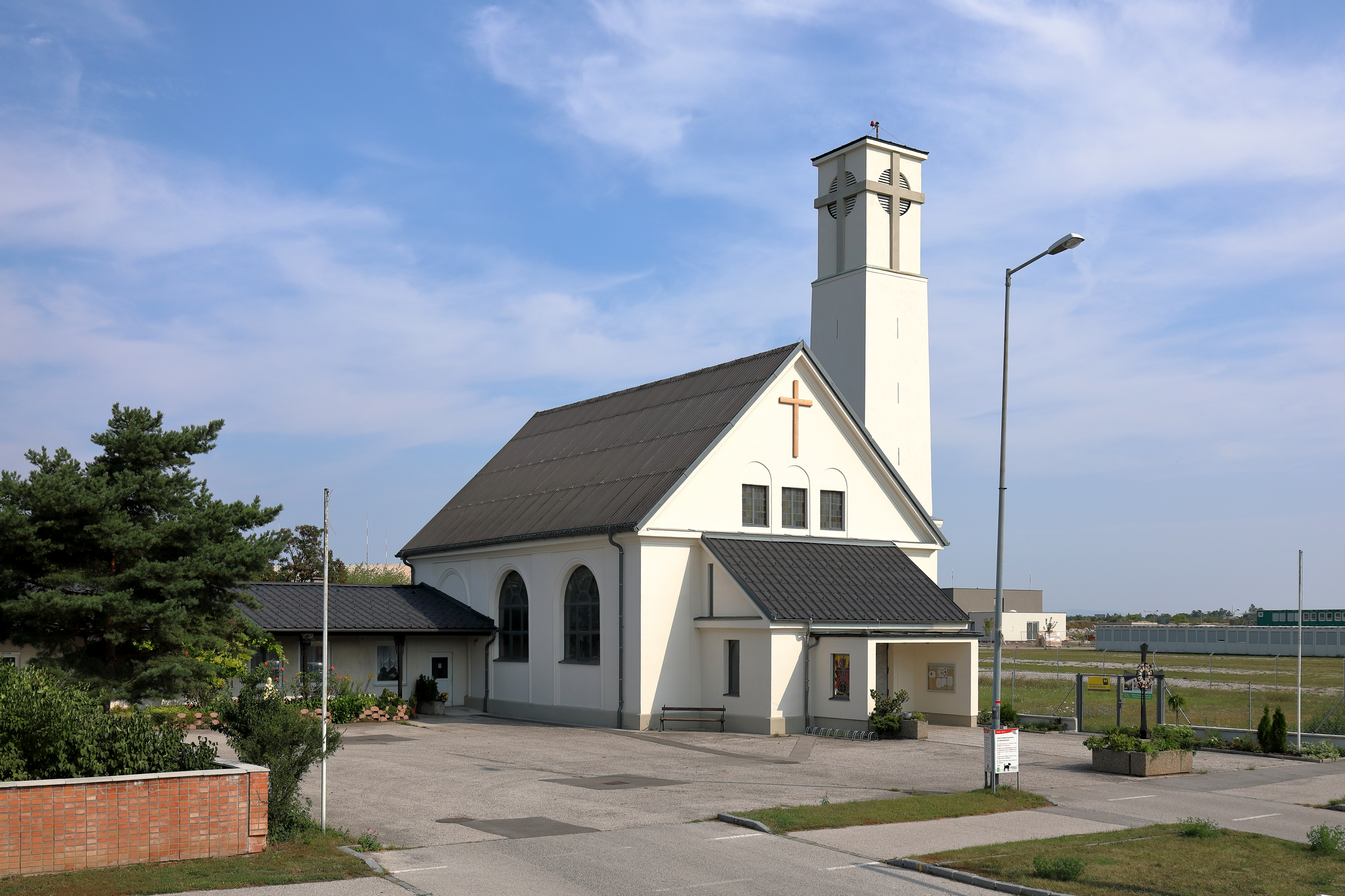
Kath. Teilgemeinde St. Anton am Flugfeld in Wiener Neustadt

Die römisch-katholische Teilgemeinde St. Anton am Flugfeld (bis 2019 Pfarrkirche) steht am Flugfeldgürtel 17 im Stadtteil Flugfeld in der Stadtgemeinde Wiener Neustadt in Niederösterreich. Die Teilgemeinde hl. Anton gehört zur Propsteipfarre Wiener Neustadt im Dekanat Wiener Neustadt im Vikariat Unter dem Wienerwald der Erzdiözese Wien. Die Kirche steht unter Denkmalschutz (Listeneintrag).

## Geschichte
Im Zuge der Entwicklung der Luftfahrt entstand 1909 bei Wiener Neustadt ein Flugfeld und das damalige Zentrum der österreichischen Luftfahrt. Nach dem Ersten Weltkrieg entstanden Gemeindebauten, insbesondere der Dr.-Karl-Renner-Hof. Seit den 1920er Jahren bestanden Initiativen zum Bau einer Kirche, die in den Jahren 1933 bis 1934 zum Ankauf und Umbau des stillgelegten Zentralheizungskesselhauses der Fliegerkaserne zu einer Kirche führten. Die Kirche wurde 1934 geweiht. 1937 erfolgte der Umbau des ehemaligen Schornsteins zu einem dreigeschoßigen Glockenturm. Bemerkenswert ist, dass der Glockenturm nicht mit einem Kirchenknauf mit aufgesetztem Kreuz abschließt, sondern mit zwei Blinklampen für das dahinter liegende Flugfeld. Im Jahre 1939 wurde die Kirche zur Pfarrkirche erhoben. Im Zweiten Weltkrieg entstanden starke Schäden. 
In den Jahren 1960 bis 1964 wurde die Kirche nach den Plänen des Architekten Josef Patzelt zu einem modernen rechteckigen Saalbau unter einem Satteldach umgebaut und erweitert. Die Seitenmauern wurden mit je drei großflächigen Rundbogenfenstern gegliedert. Grete Frank schuf die neuen Glasfenster, Josef Adamcik ein Wandbild und drei Gemälde.
Am 1. April 2019 wurde die Pfarre Wiener Neustadt-St. Anton aufgehoben. Die ehemalige Pfarrkirche St. Anton am Flugfeld ist seither eine Filialkirche der Propsteipfarre Wiener Neustadt und ist die Kirche der Teilgemeinde St. Anton.